# Громадянин Кейн
«Громадяни́н Кейн» (англ. Citizen Kane) — американський кінофільм-драма 1941 року, режисерський дебют Орсона Веллса, який також був співавтором сценарію й зіграв одну з головних ролей. Знятий компанією RKO Pictures.
Фільм створено під впливом стрічки французького режисера Саші Ґітрі «Роман шулера» (1936), який розповідає про шахрая, що вирішив поліпшити своє життя та виправитися.
До 70-х автором сценарію «Громадянина Кейна» вважали тільки Орсона Веллса, поки 1971 року не вийшла викривальна стаття впливового американського кінокритика Полін Кейл «Вирощуючи Кейна» у The New Yorker. Кейл, докладно досліджуючи історію створення фільму, оскаржувала абсолютне авторство Орсона Веллса і приписувала щонайменше половину заслуг картини її сценаристу Манкевичу.
Основою фільму є життєвий шлях медіамагната Чарльза Фостера Кейна, який пройшов від ідеалістичного «служіння суспільству» до безжальної гонитви за владою. На початку фільму Кейн помирає у своєму величезному маєтку. Молодому репортерові доручено написати нарис про таємниці минулого Кейна, про його шлях до слави та багатства. Історія життя Кейна розповідається, в основному, у ретроспективних епізодах. Сюжет фільму вигаданий, хоча деякі вважають, що він описує життя американського медіамагната Вільяма Рендольфа Герста. Після випуску фільму Герст заборонив писати про нього у своїх газетах.
«Громадянина Кейна» часто називають одним із найкращих і найбільш новаторських фільмів у історії кінематографа.
Американський інститут кіномистецтва помістив його на перше місце у своїх рейтингах найкращих фільмів США за останні 100 років у 1997 і 2007 роках. Британський інститут кіномистецтв провів опитування серед кінокритиків і режисерів і за його результатами назвав фільм «Громадянин Кейн» найкращим фільмом усіх часів. Кінострічка також займає перше місце в інших подібних рейтингах. У 1989 фільм був обраний для зберігання в Національному реєстрі кінофільмів США як «історично, культурно або естетично значущий».
Український переклад виконала студія Омікрон на замовлення Гуртом.
На 1 березня 2024 року фільм займав 103-тю позицію у списку 250 кращих фільмів за версією IMDb.

## Сюжет

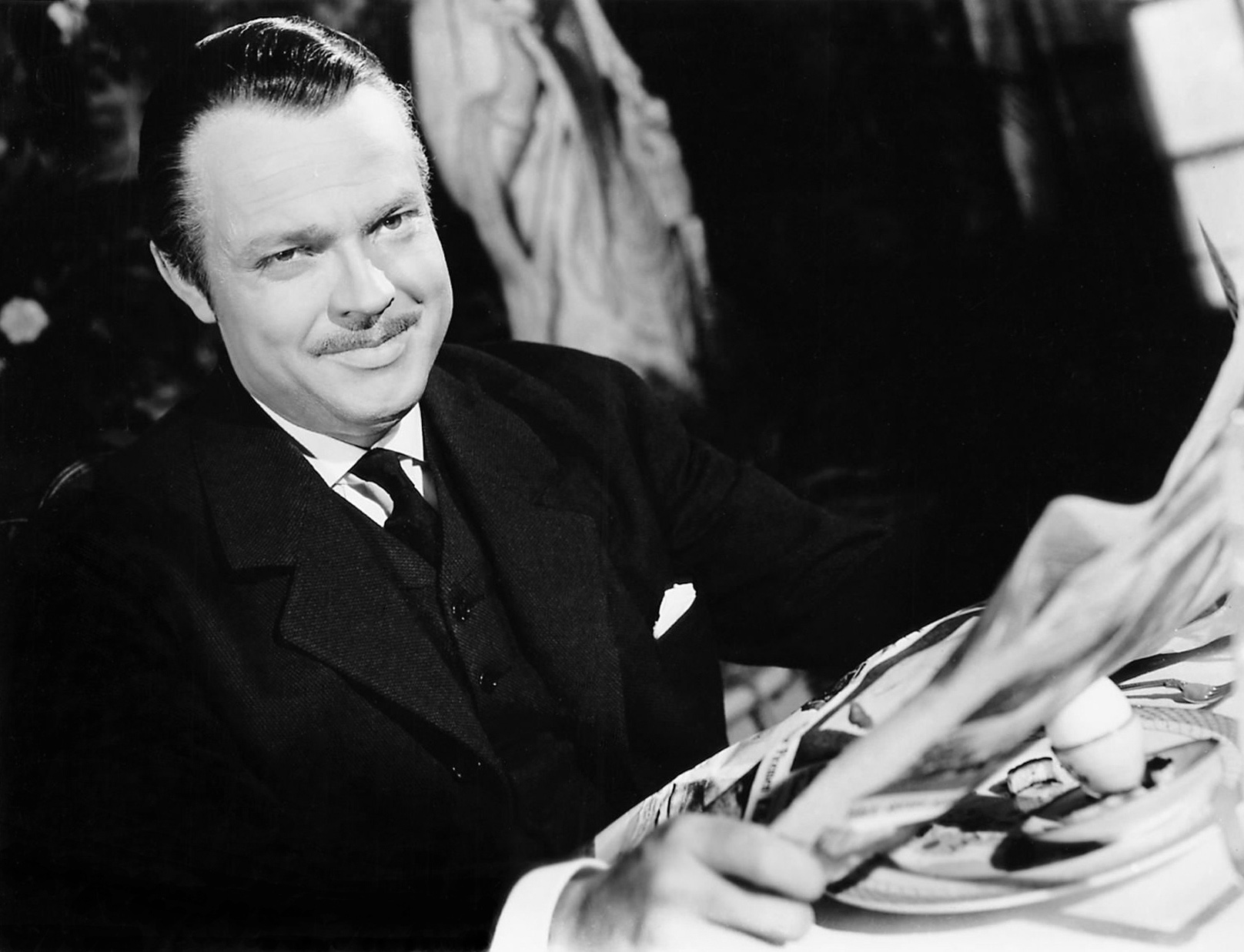
Чарльз Фостер Кейн

Газетний медіамагнат і мільярдер Чарльз Фостер Кейн помирає у своєму розкішному, проте похмурому маєтку. Його останніми словами стають «трояндовий пуп'янок». Новини розносять цю подію, висвітлюють помпезні похорони Кейна. Його маєток описують як «гробницю, достойну фараона», що будувалась ще за життя, вражаючи всіх дорожнечею та розкошами. Його медіаімперія доносила до американців усі новини, визначала успіх президентів на виборах і участь американців у війнах. За це його як підносили, так і ненавиділи, називали то комуністом, то фашистом, але сам себе Кейн називав тільки американцем. Кейн побув двічі одружений і прославився неймовірно багатими подарунками дружинам. Він балотувався в губернатори, але зазнав провалу, за чим наступила Велика депресія. Кейн зазнав великих збитків, але лишився одним з найбагатших людей США. Смерть, однак, він зустрів паралізованим і самотнім.
Журналіст Томпсон отримує завдання з'ясувати, що означали останні слова Кейна. Сьюзен Александер, друга дружина Кейна, спочатку відмовляється говорити з Томпсоном і проганяє його. Незабаром журналіст довідується про щоденник банкіра Волтера Паркса Тетчера в його меморіальній бібліотеці. На сторінках щоденника розгортається історія Кейна, що починається в 1871 році. Його мати тримає пансіон, боржник якого, містер Тетчер, передає їй бідну золоту копальню. Мати вирішує, що малому Чарльзу краще рости поряд з Тетчером, попри незгоду батька. Кейн протестує, вдаривши Тетчера санчатами, але мати не змінює рішення. За угодою, досягнувши 25 років, Чарльз успадкує копальню.
Тетчер передає подорослішалому Кейну у власність невелику газету. Кейн висвітлює у ній махінації бізнесменів, чим швидко здобуває визнання. Він зухвало іде проти Тетчера, прагнучи захищати через свою газету пригноблених людей, навіть якщо це загрожує збитками. Грошей від копальні вистачає на ці витрати, і Кейн стає голосом правди в Америці.
Томпсон вирушає до Кейнового бізнес-менеджера, містера Берстайна, котрий розповідає подальшу долю магната. В прагненні викривати злочинців і ошуканців, Кейн вдається до самоправства. Він пише гучні заголовки, звинувачує підозрюваних без рішення суду. Його кредо стає давати просту, зрозумілу правду, що, однак, дедалі частіше передбачає викривлення фактів. Тиражі газети зростають і приносять величезні прибутки. Кейн починає купувати твори мистецтва, стає відомими меценатом, спонукає народ до підтримки війни з Іспанією. Відчуваючи, що може змінити світ на краще, Кейн одружується з Емілі Нортон — племінниці президента США. Він балотується на пост губернатора з наміром пізніше здобути політичну владу.
Далі частину життя Кейна оповідає його колишній друг і колега, містер Ліланд. Магнат дедалі віддаляється від Емілі, відчуває владу над людьми та стає глухим до критики. Він прагне стати губернатором, проголошуючи промови на захист простих трудящих, вдаючись до популізму, критикує свого опонента Джима Гетіза. Ліланд відвертається від нього, не бажаючи підтримувати брехливу пресу. Тим часом Кейн знайомиться зі співачкою Сьюзен Александер, яка стає його коханкою. Гетіз погрожує Кейну розповісти про подружню зраду в пресі. Кейн не йде на поступки й Гетіз руйнує його репутацію скандалом у газетах. Дружина покидає магната, він одружується зі Сьюзен.
Кейн пишається тим, що пішов з політики й віддається мистецтву. Він будує для Сьюзен оперу і прославляє дружину, попри її негодящий для опери голос. Зганьблена Сьюзен відмовляється продовжувати співати й Кейн намагається підкупити пресу, виставивши її геніальною виконавицею.
Томпсон повертається до Сьюзен, яка тепер розповідає про своє життя з Кейном. Вона самовіддано намагається допомогти чоловікові повернутися до чесного життя, але той лишається засліплений могутністю. Сьюзен покидає його, а Кейн, розлючений тим, що не має над нею влади, влаштовує у маєтку погром. Після цього він починає усамітнене життя, збираючи дедалі більше багатств, що так і не приносять йому щастя.
Журналіст попри всі пошуки не з'ясовує таємницю «трояндового пуп'янка». Він приходить до висновку, що це може бути що завгодно — щось втрачене, або так і не здобуте попри гроші Кейна. Останні кадри показують робітників, які спалюють мотлох, знайдений у маєтку Кейна. Вони кидають до печі старі дитячі санчата, що називались «Трояндовий пуп'янок».

## У ролях

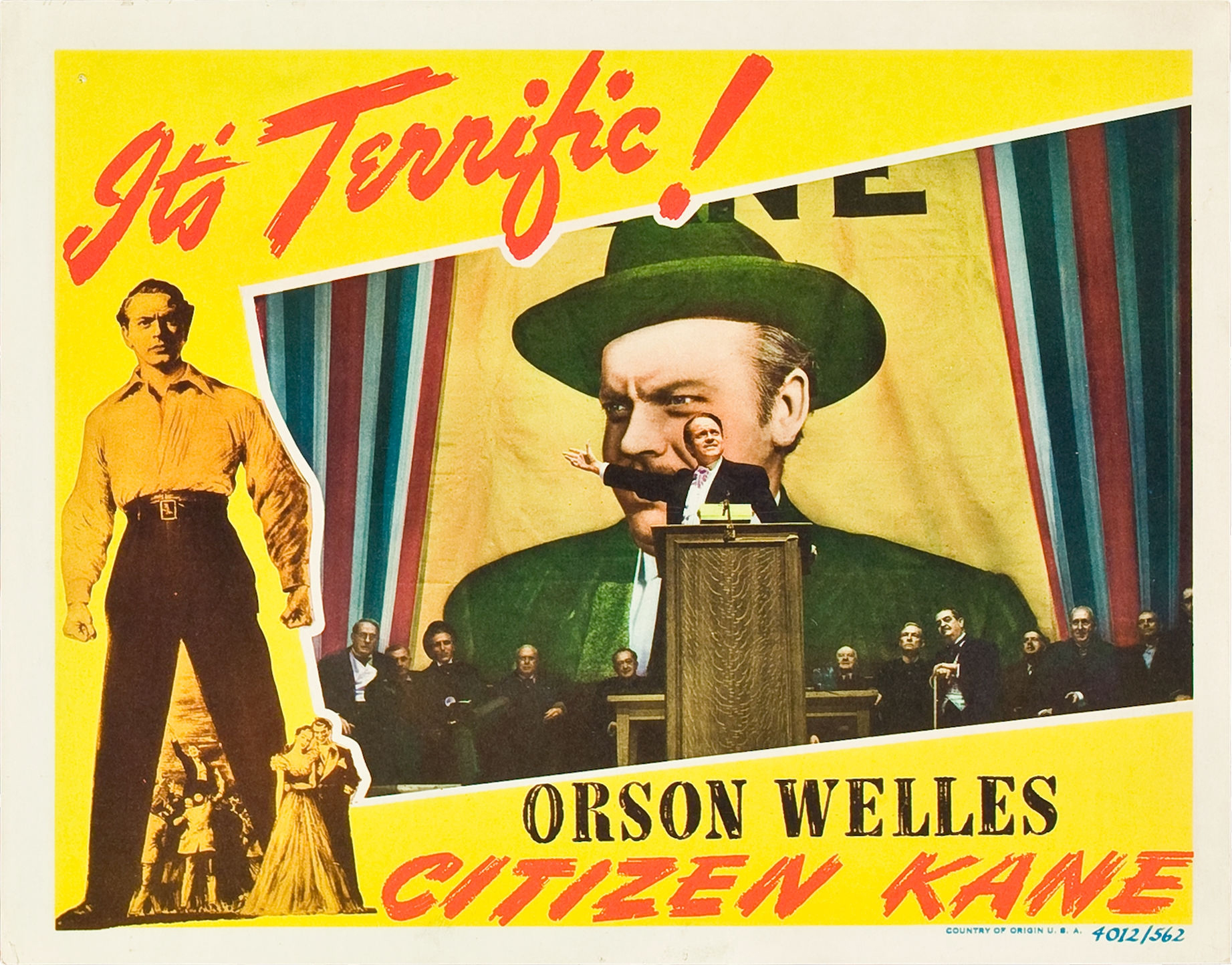
Постер фільму, 1941 рік

- Постер фільму, 1941 рікОрсон Веллс — Чарльз Фостер Кейн
- Джозеф Коттен — Джедедіа Ліланд
- Агнес Мурхед — Мері Кейн
- Дороті Комінгор — Сюзан Александер Кейн
- Рут Воррік — Емілі Монро Нортон Кейн
- Еверет Слоун — Містер Бернстайн
- Джордж Кулоріс — Волтер Паркс Тетчер
- Вільям Алленд — Джеррі Томпсон
- Джорджия Бекас — Берта Андерсон
- Фортуніо Бонанова — Сіньор Матісте
- Сонні Бапп — Чарльз Фостер Кейн Третій
- Рей Коллінз — Джим В. Геттіз

## Про нього
У 2020 році Netflix презентував фільм Девіда Фінчера «Манк» про Германа Дж. Манкевича та його битву з режисером Орсоном Веллсом за авторство сценарію фільму «Громадянин Кейн».

## Нагороди

### Оскар
- 1941 Премія «Оскар» Академії кінематографічних мистецтв і наук (США):
  - Премія «Оскар» за найкращий оригінальний сценарій — Орсон Веллс і Герман Манкевич

Номінації
- Найкращий фільм
- Найкращий режисер — Орсон Веллс
- Найкращий актор — Орсон Веллс
- Найкращий монтаж — Роберт Вайз
- Найкращий художній директор — Перрі Фергюсон, А. Роланд Філдс, Ван Нест Полглейз, Даррелл Сільвера.
- Найкраща операторська робота (чорно-білий фільм) — Грегг Толанд
- Найкращий звук — Джон Алберг
- Найкраща музика до кінофільму — Бернард Германн